# Aythya valisineria
Il moriglione dorsotelato (Aythya valisineria) è una grande anatra tuffatrice, lunga 48–60 cm e pesante 1270 g.
Il maschio adulto ha il becco nero, la testa e il collo rossi, il petto nero, gli occhi rossi e il corpo biancastro. La femmina adulta ha la testa e il corpo bruni e il becco nero.
Il loro habitat di nidificazione sono gli acquitrini delle praterie nordamericane. Il nido voluminoso viene costruito con vegetazione in una palude e foderato di piumino. La perdita dell'habitat di nidificazione ha causato il declino della popolazione. I moriglioni dorsotelato si accoppiano solitamente con un nuovo compagno ogni anno, formando la coppia alla fine dell'inverno.
I moriglioni dorsotelato sono grandi migratori e trascorrono l'inverno sulle coste degli Stati Uniti, sui Grandi Laghi e in Columbia Britannica in baie d'acqua salata, estuari o laghi. Questa specie è un raro visitatore dell'Europa occidentale.
I moriglioni dorsotelato si nutrono soprattutto immergendosi, a volte stando in superficie, cibandosi per la maggior parte di piante acquatiche e di alcuni molluschi, insetti acquatici e piccoli pesci. Il sedano selvatico, Valisneria americana, è il loro cibo preferito ed è all'origine del nome specifico di questa specie.
I moriglioni dorsotelato qualche volta depongono le uova nei nidi di altri moriglioni dorsotelato.